# Simnialena marferula
Simnialena marferula är en snäckart som beskrevs av Ten Cate 1973. Simnialena marferula ingår i släktet Simnialena och familjen Ovulidae. Inga underarter finns listade i Catalogue of Life.